# Orquestra Sinfônica Alemã de Berlim
A Orquestra Sinfônica Alemã de Berlim (em alemão Deutsche Symphonie-Orchester Berlin; abreviadamente, DSO-Berlin) é uma rádio orquestra baseada em Berlim, Alemanha. Foi fundada em 1946, pelas forças de ocupação estadunidenses, com o nome de RIAS Symphonie-Orchester, sendo RIAS o acrônimo de Rundfunk im amerikanischen Sektor (em português, 'Radiodifusão do Setor Americano'). Em 1956 a orquestra foi renomeada, passando a se chamar Orquestra Sinfônica da Rádio de Berlim (Radio-Symphonie-Orchester Berlin). Em 1993, recebeu seu nome atual. Seu primeiro maestro foi Ferenc Fricsay. 
Entre o período da regência de Lorin Maazel e o de Riccardo Chailly, a orquestra não teve um maestro único. Nesse período (1976 - 1982), entre os seus vários regentes  figuram Erich Leinsdorf, Eugen Jochum, Gerd Albrecht, Gennady Rozhdestvensky e Neville Marriner. A orquestra só voltou a ter um único maestro principal em 1982, com Riccardo Chailly. 
O alemão  Ingo Metzmacher, contratado como regente principal em 2007, e cujo contrato deveria viger até 2011, renunciou antecipadamente ao cargo, em março de 2009, por divergências quanto ao financiamento da orquestra e ameaças de redução do seu tamanho. Metzmacher anunciou  sua renúncia somente em meados de 2010.  Seus últimos concerto como principal maestro da DSO-Berlin aconteceram em junho de 2010, em Berlim e em agosto de 2010, nos Proms, em Londres. Em  setembro de 2010, a  DSO-Berlin anunciou a indicação do russo (de etnia osseta) Tugan Sokhiev, como seu principal regente e diretor artístico, a partir de 2012, com um contrato de quatro anos.  Sokhiev concluded his DSO-Berlin tenure after the 2015–2016 season.

## Principais regentes
- Ferenc Fricsay (1948-1954)
- Ferenc Fricsay (1959-1963)
- Lorin Maazel (1964-1975)
- Riccardo Chailly (1982-1989)
- Vladimir Ashkenazy (1989-1999)
- Kent Nagano (2000-2006)
- Ingo Metzmacher (2007-2010)
- Tugan Sokhiev (2012-2016)
- Robin Ticciati (2017- )